# Maria Etienne
Maria Etienne (ur. 1 września 1940 w Warszawie, zm. 7 marca 2025) – polska tłumaczka dialogów filmowych, wieloletni członek Stowarzyszenia Filmowców Polskich. Ukończyła filologię polską na Uniwersytecie Warszawskim. Zawodowo była związana ze Studiem Opracowań Filmów w Warszawie. Dnia 5 czerwca 2013 roku została odznaczona Brązowym Medalem „Zasłużony Kulturze Gloria Artis”.

## Dialogi polskie

### filmy i seriale animowane
- Alicja w Krainie Czarów
- Anastazja
- Azur i Asmar
- Bezdomne duszki
- Biały delfin Um
- Czarnoksiężnik z Krainy Oz
- Don Kichot
- Dziadek Mróz i szary wilk
- Filiputki
- Hong Kong Phooey
- Inspektor Gadżet
- Kacper
- Kirikou i dzikie bestie
- Kizia i Mizia
- Mali mieszkańcy wielkich gór
- Na gwiezdnym szlaku
- Pif i Herkules
- Pinky i Mózg
- Piotruś Pan i piraci
- Pomarańczowa skrzynka
- Pożyczalscy
- Prawdziwe przygody profesora Thompsona
- Przygody Myszki Miki i Kaczora Donalda
- Rodzina piratów
- Świetliki
- Wesoła siódemka
- Widget
- Wodne dzieci

### filmy i seriale fabularne
- Córka d’Artagnana
- Ja, Klaudiusz
- Klan urwisów
- Miłość i wojna
- Piotr Wielki
- Śnięty Mikołaj